# Still Not Getting Any...
Still Not Getting Any... is het tweede studioalbum van de Canadese rockband Simple Plan. Het werd uitgebracht op 26 oktober 2004.
Het album bevat, in vergelijking met hun debuutalbum "No Pads, No Helmets... Just Balls" bevat dit album meer rustigere nummers, waar het eerste album drukkere punk muziek bevatte. Over het algemeen werd het beter ontvangen dan "Just Balls".
Van het album zijn vier singles uitgebracht. De eerste, "Welcome to My Life", piekte in Nederland op 39 en bleef 9 weken in de lijst. In Vlaanderen bleef hij in de Tipparade. Het was hun grootste hit. In Spanje, Brazilië en thuisland Canada bereikte het de eerste plaats.
De tweede single was "Shut Up!". Dit was de eerste single die in Nederland de hitlijsten bereikte. In de derde week piekte hij op 35. In totaal bleef hij zeven weken in de lijst. In België kwam deze niet in de charts. "Untitled (How Could This Happen to Me?)" was de derde single. De officiële titel van het nummer, ten tijde van het uitbrengen van het album, was "Untitled", maar er werd en beschrijving aan toegevoegd, waarschijnlijk om het te onderscheiden van andere nummers met de titel "Untitled". Het staat bekend als een van de meer serieuze nummers van de band. Het nummer is gebruikt door de organisatie Mothers Against Drunk Driving (MADD) in hun campagnes tegen het rijden onder invloed. De single kwam in Nederland binnen op 73 en wist tot de 51e plaats te klimmen in de Single Top 100. In de Top 40 reikte hij tot 36. In Wallonië kwam hij niet verder dan de 17e Tip. De vierde, en laatste single, werd ruim een jaar na de eerste uitgebracht. "Crazy" is, net als "Untitled", een van de serieuzere nummers van Simple Plan. Het verscheen in Nederland en België niet in de charts. Ook in de VS verscheen het niet in de hitlijsten, terwijl het in Canada wederom een top-5 hit was. Ook op Total Request Live, een programma van MTV scoorde het goed en piekte hij op 1.
Het album zelf bereikte de 32e plaats in Nederland, en bleef 14 weken aanwezig. In Vlaanderen kwam hij tot 37 en bleef 18 weken in de lijst. In Wallonië kwam het slechts tot 93 en bleef ook maar één week staan. Het was het eerste album van Simple Plan dat in Nederland en België in de hitlijsten verscheen.

## Tracklist
| Nr. | Titel                | Duur |
| --- | -------------------- | ---- |
| 1.  | Shut Up!             | 3:03 |
| 2.  | Welcome to My Life   | 3:22 |
| 3.  | Perfect World        | 3:53 |
| 4.  | Thank You            | 2:55 |
| 5.  | Me Against the World | 3:14 |
| 6.  | Crazy                | 3:38 |
| 7.  | Jump                 | 3:11 |
| 8.  | Everytime            | 4:03 |
| 9.  | Promise              | 3:34 |
| 10. | One                  | 3:22 |
| 11. | Untitled             | 4:00 |

| Nr. | Titel                                              | Duur |
| --- | -------------------------------------------------- | ---- |
| 1.  | Perfect (Live, Australische en Japanse bonustrack) |      |

### Dubbel-CD
Er is tevens een dubbel-cd uitgebracht. Op de ene kant staat de standaard tracklist, op de andere kant een bonus DVD. Hierop staan onder andere foto's van de band, het album met surround sound en album artwork.

### Tour-editie
In Azië werd het album opnieuw uitgebracht met de titel "Still Not Getting Any... Tour Edition". Deze was te verkrijgen met twee verschillende covers. De meeste hadden een andere cover, met foto's van elk bandlid in hun woonomgeving. De versies met de standaard cover is zeldzamer. Aan de tracklist is weinig veranderd, alleen "Untitled" is weggelaten.

## Charts
| Land             | Charts          | Charts       |
|                  | Hoogste positie | Aantal weken |
| ---------------- | --------------- | ------------ |
| Australië        | 6               | 51           |
| Frankrijk        | 12              | 36           |
| Italië           | 18              | 1            |
| Nieuw-Zeeland    | 5               | 32           |
| Nederland        | 32              | 14           |
| Oostenrijk       | 5               | 19           |
| Spanje           | 48              | 26           |
| Verenigde Staten | 3               | 7            |
| Vlaanderen       | 37              | 18           |
| Wallonië         | 93              | 1            |
| Zweden           | 26              | 21           |
| Zwitserland      | 22              | 38           |